# Карен (сленг)

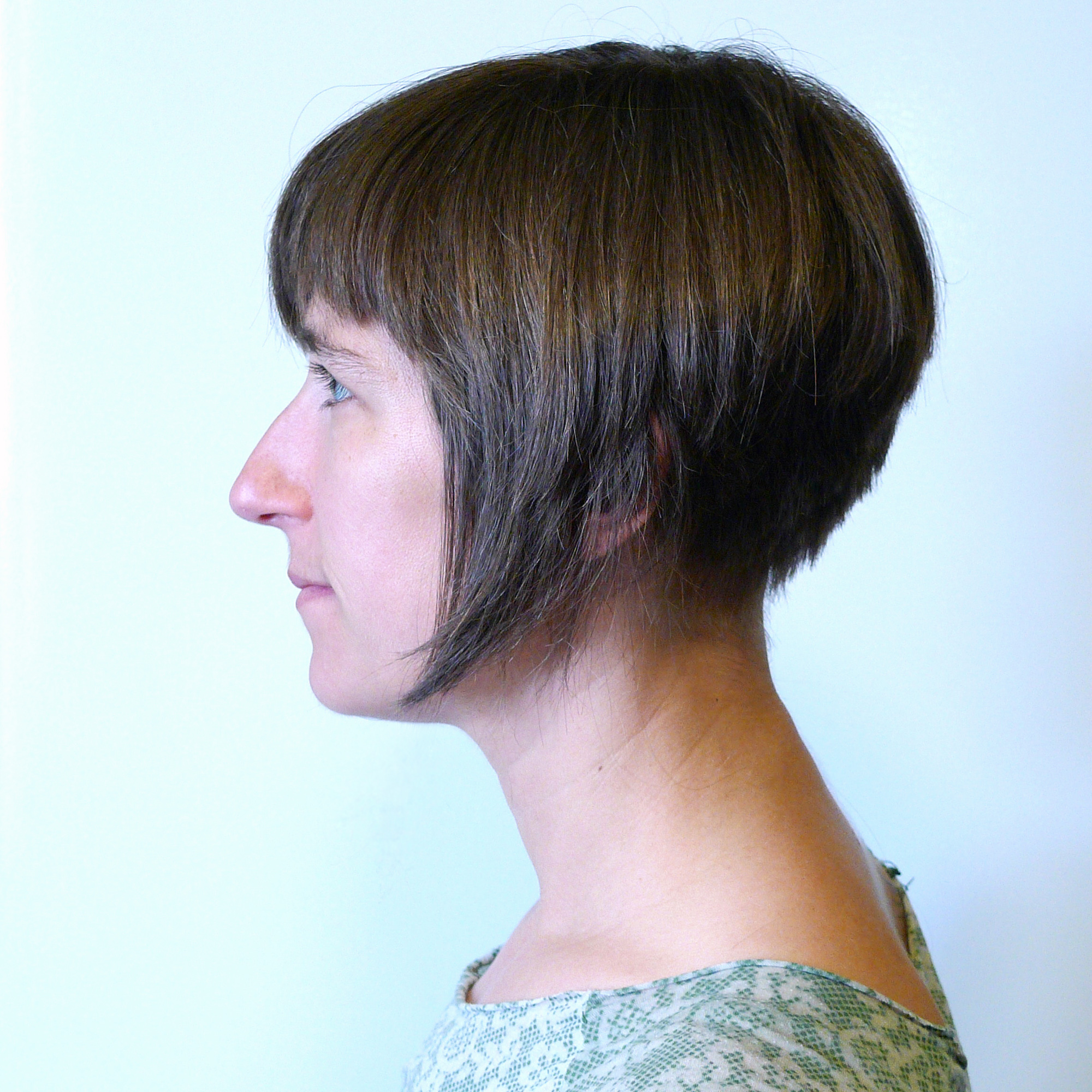
Стрижка перевёрнутый боб, часто ассоциируемая с термином «Карен».

Ка́рен (англ. Karen) — сленговый термин, используемый преимущественно афроамериканцами для описания чересчур требовательной и конфликтной белой женщины. Часто изображается в мемах, где белые женщины используют свои «белые привилегии», чтобы добиться своего.
Типичным примером поведения «Карен» является требование «позвать начальника» при минимальном конфликте с обслуживающим персоналом. Обычно её жалобы необоснованны или несоразмерны той энергии, с которой она добивается её решения. Часто объектом гнева «Карен» являются расовые меньшинства или представители рабочего класса. Она представляет себя в роли жертвы, в то время как на самом деле является агрессором.
Термин подвергался критике как эйджистский, сексистский, расистский, классовый, женоненавистнический и стремящийся контролировать поведение женщин. С 2020 года он всё чаще появляется в СМИ и социальных сетях как общая критика белых женщин из среднего класса, в том числе во время пандемии COVID-19 и протестов Black Lives Matter. Этот термин также применялся к мужскому поведению. The Guardian назвала 2020 год «годом Карен».
Термин «Карен» переосмысливает в общественном сознании образ белой женщины, которая исторически представлялась, как символ добропорядочности и жертвы мужского насилия. Вместе с популяризацией мема «Карен» его сторонники призывают переосмыслить образ белой женщины в репрессивный. Кэди Ланг из журнала The Times утверждает, что белые женщины играют важную роль в угнетении цветного населения США, и что даже не являясь прямыми зачинщицами насилия, они подстрекают белых мужчин к насилию, особенно против чернокожих мужчин, например, обвиняя их в сексуальном насилии против себя. В качестве примера приводится убийство Джорджа Флойда, которое произошло после того, как белые женщины вызвали полицию. По мнению редактора журнала Time, мемы о «Карен» призваны заставить белых женщин переосмыслить себя, как зачинщиков угнетения, а не жертв.

## Происхождение
Схожие определения уже пользовались афроамериканцами в отношении расистски настроенных белых женщин, склонных по любому поводу жаловаться в полицию на чернокожих. В довоенную эпоху (1815—1861) использовался термин «мисс Энн», в начале 1990-х — «Бекки». В 2018 году, до массовой популяризации термина «Карен», для описания частных инцидентов между белыми женщинами и чернокожими использовались разные уничижительные слова, такие как «Барбекю Бекки», «Уголок Кэролайн» и «Пэтти». Лингвист Кендра Калхун связывает стереотипы о «Карен» с более старым термином «футбольная мама» (англ. soccer mom).
У термина «Карен» несколько возможных вариантов происхождения. Впервые имя Карен используется в качестве мема в фильме 2004 года «Дрянные девчонки». В 2005 году упоминание про Карен появляется в скетче Дейна Кука «Друг, которого никто не любит» на его альбоме Retaliation. В 2016 году Карен демонстрирует антиобщественное поведение в рекламе консоли Nintendo Switch. В декабре 2017 года на Reddit стали вирусными мемы о Карен, создавались посты с историями о неприятных белых женщинах, в том числе и об отношениях в браке с ними. Посты привели к созданию сабреддита r/FuckYouKaren, содержащего мемы о постах и вдохновляющие побочные продукты, в том числе r/karen и r/EntitledKarens, посвящённые критике Карен.
В то же время этот термин был популяризирован в Black Twitter как мем, используемый для описания белых женщин, которые «сплетничают о плохом поведении чёрных детей» или которые разоблачают истории белой женственности, как цепочки в репрессивной системе белых людей. Журнал Bitch утверждал, что термин Карен впервые стали употреблять чернокожие женщины. Газета The Guardian, описывая серию громких инцидентов, когда белые женщины вызывали полицию в отношении чернокожих, назвала 2020 год «годом Карен».

## Значение и использование
Профессор Канзасского государственного университета Хизер Сюзанна Вудс, сказала, что определяющими характеристиками женщины, попадающей под определение Карен — её белое привилегированное происхождение, обострённое чувство права и желание жаловаться из-за своего эгоцентричного подхода в общении с другими людьми. Со слов Вудс, Карен пытается подогнать действительность под свои стандарты, пренебрегая мнениями других, она готова публично унижать других ради достижения своих целей. Рэйчел Шарлин Льюис, редактор журнала Bitch, описывая Карен замечает, что это белая женщина, не рассматривающая других как личностей, готовая бороться с по её мнению недостойными людьми, которые не готовы подчиняться её прихотям или дать ей то, чего она заслуживает.
Стереотип также включает любовь «Карен» угрожать оппоненту разговором с его менеджером, неприятие к прививкам, расизм, любовь к социальной сети Facebook и наличие причёски—боб с мелированием. Фотографии Кейт Госселин и Дженни Маккарти часто используются для изображения образа Карен, в том числе и вырезки с их причёсками с фразами «могу ли я поговорить с вашим менеджером».
По словам Април Уильямс из Мичиганского университета, мемы выполняют роль в обличении белых женщин, не как угнетённой группы, культивируемой со времён движения суфражисток, а как угнетающего класса против этнических меньшинств и зачинщиц превосходства белых. В то же время некоторые создатели мемов о Карен утверждают, что распространяют их для борьбы с расизмом и стереотипами против чернокожих.

### Применение в отношении к мужчинам
После популяризации термина, он в том числе стал пользоваться в отношении белых мужчин, например главной Карен называли Дональда Трампа. В ноябре 2020 года завирусился твит, в котором Илон Маск назывался «Космической Карен» после того, как он подвергал сомнению эффективности мер в борьбе тестов на COVID-19. Были предложены многочисленные имена для мужского эквивалента Карен, самые популярные из которых — «Кен» или «Кевин». Мужским эквивалентом мисс Энн эпохи Джима Кроу был мистер Чарли.

## Критика
Этот термин называют сексистским, эйджистским, классовым и антиженским. Хэдли Фриман, обозреватель и автор статей для The Guardian утверждает, что довольно быстро мем, описывающий женщин определённого поведения быстро превратился в оскорбление белых женщин в целом и способом, чтобы контролировать поведение этих женщин и заставить их замолчать. Дженнифер Вайнер, редактор The New York Times заметила, что во время пандемии COVID-19 мему удалось заставить её замолчать, заявив, что ей пришлось уравновесить своё желание пожаловаться на кашляющего на открытом воздухе человека, отхаркивающегося и плюющегося на тротуаре, со своим страхом, что её назовут Карен. В августе 2020 года Хелен Льюис написала в журнале The Atlantic что «Карен стала синонимом женщины среди тех, кто считает женщину оскорблением». Льюис также отметила то, что определение стало своего рода «ловушкой для пальцев», когда жалоба женщины на то, что её называют Карен, даёт ещё больше повода смеяться над ней и называть Карен.
Британская журналистка и феминистка Джули Биндель назвала определение женоненавистническим и основанным на расовых и классовых предрассудках. Хэдли Фриман заметила, что термин не только сексистский, но и эйджистский. Кейтлин Тиффани в статье для The Atlantic задавалась вопросом: «что если Карен — это белая раздражающая женщина, то каков её мужской эквивалент? Именно в этом моменте и начинается мизогиния». Нина Берли утверждала, что мемы о Карен стали предлогом насмешек над случайными белыми женщинами среднего возраста. В сабреддите FuckYouKaren под предлогом высмеивания «Карен» публикуются женоненавистнические посты, направленные против женщин и особенно матерей с детьми, а пользователи сабредита занимаются доксингом и троллингом женщин в интернете. Мэтт Шимковиц, старший редактор Know Your Meme, заявил изданию Business Insider в 2019 году, что этот термин просто впитал в себя все формы критики и насмешек в отношении белых женщин в Интернете.
Малавика Кэннэн из TeenVogue заметила, что само определение приобрело особую популярность после того, как им стали активно пользоваться белые активисты, состоящие в основном из женщин и поддерживавшие протесты Black Lives Matter, этим словом они отгораживали себя от остальных белых женщин, являющихся с их точки зрения частью белой репрессивной системы. Кэннэн заметила, что вместо того, чтобы сосредоточиться на преодолении расового неравенства и борьбой с её причинами, эти активистки зациклились на осуждении и высмеивании остальных белых женщин, считая что таким образом становятся союзниками чернокожих людей и других этнических меньшинств.

## Известные примеры
В декабре 2019 года австралийские СМИ сообщили, что в городе Милдьюра женщина по имени Карен была заснята на видео, пытаясь снести флаг аборигенов, вывешенный её соседями. Она не смогла его снять, что привело к появлению хэштега в Твиттере #TooStrongForYouKaren и других откликов в социальных сетях.
На протяжении всей пандемии COVID-19 этот термин использовался для описания женщин, жестоко обращающихся с медицинскими работниками азиатского происхождения, скупающих множество предметов первой необходимости (например, туалетную бумагу), а также для тех, кто контролировал поведение других в соблюдении карантина. Использование этого термина увеличилось со 100 000 упоминаний в социальных сетях в январе 2020 г. до 2,7 миллиона в мае 2020 г.
В мае 2020 года Кристиан Купер, писавший об инциденте с наблюдением за птицами в Центральном парке, сказал, что «внутренняя Карен Эми Купер полностью проявилась и приняла мрачный оборот», когда он начал записывать встречу. Он записал, как она звонила в полицию и говорила им, что «афроамериканец» угрожает ей и её собаке.
16 декабря 2020 года Мию Понсетто прозвали «Сохо Карен» после того, как она обвинила 14-летнего Кейона Харролда-младшего в краже её телефона. Понсетто утверждала, что во время диалога на неё напали, хотя она не смогла предоставить доказательств своего утверждения. Водитель Uber вернул ей телефон после инцидента. В начале января 2021 года Понсетто была арестована в округе Вентура, штат Калифорния, и экстрадирована в Нью-Йорк, где ей были предъявлены обвинения в краже в особо крупном размере, попытке ограбления, создании угрозы для детей и двух пунктах обвинения в нападении, поскольку она также напала на Гарролда-старшего во время ссоры. Также выяснилось, что Понсетто дважды арестовывали в 2020 году за пьянство в общественном месте и вождение в нетрезвом виде. Во время первого судебного заседания в марте 2021 года Понсетто прервала судью, попросив не присуждать тюремного заключения.

### Законодательство
В июле 2020 года член Наблюдательного совета Сан-Франциско Шаманн Уолтон представил Закон о предостережении от нечрезвычайных ситуаций, связанных с расовой эксплуатацией (англ. Caution Against Racially Exploitative Non-Emergencies, CAREN), в котором предлагалось изменить Полицейский кодекс Сан-Франциско, чтобы запретить фабрикацию отчётов о чрезвычайных ситуациях с расовой предвзятостью. Закон был принят единогласно в октябре того же года, после чего Уильямс отметил, что «эти мемы на самом деле выполняют логическую и политическую работу, помогая нам добиться правовых изменений».

## Другое использование
Образование тропического шторма Карен в середине 2019 года в атлантическом бассейне ураганов привело к появлению мемов, сравнивающих шторм со стереотипом; несколько пользователей пошутили о шторме, желая «поговорить с менеджером».
В июле 2020 года Domino’s Pizza разместила в Австралии и Новой Зеландии рекламу, предлагающую бесплатную пиццу «хорошим Карен». Позже компания извинилась и отказалась от рекламы из-за критики.
В июле 2020 года появился интернет-мем в виде пародийной рекламы вымышленного персонажа «Девушка года», изображённого как олицетворение стереотипа «Карен»: спортивный костюм, короткая стрижка, полуавтоматический пистолет, при этом демонстративно нарушающая правила использования масок для лица, введённых в действие в связи с пандемией COVID-19. Это вызвало критику со стороны American Girl, которая обиделась на использование своего имени и фирменного стиля, заявив, что им «противно» сообщение от бренд-стратега Адама Падиллы в сети. персонажа «Адам-Создатель» и «работают с соответствующими командами в American Girl, чтобы обеспечить надлежащее рассмотрение этого нарушения авторских прав». Boing Boing, однако, выразил сомнения по поводу достоинств предложенного American Girl судебного иска против пародий на «Карен», ссылаясь на эффект Стрейзанд, хотя он также отметил дебаты о том, защищены ли сатирические намерения пародийной рекламы законом.
В июле 2020 года BBC назвала Стену мам «хорошим примером того, что белые женщины среднего возраста в основном из среднего класса явно не являются Карен. Вместо этого активисты считают, что „Стена мам“ использует свою привилегию для протеста против того самого системного расизма и классизма, которые активно пытается использовать».